# Koktaite
La koktaite è un minerale.